# New York World Building

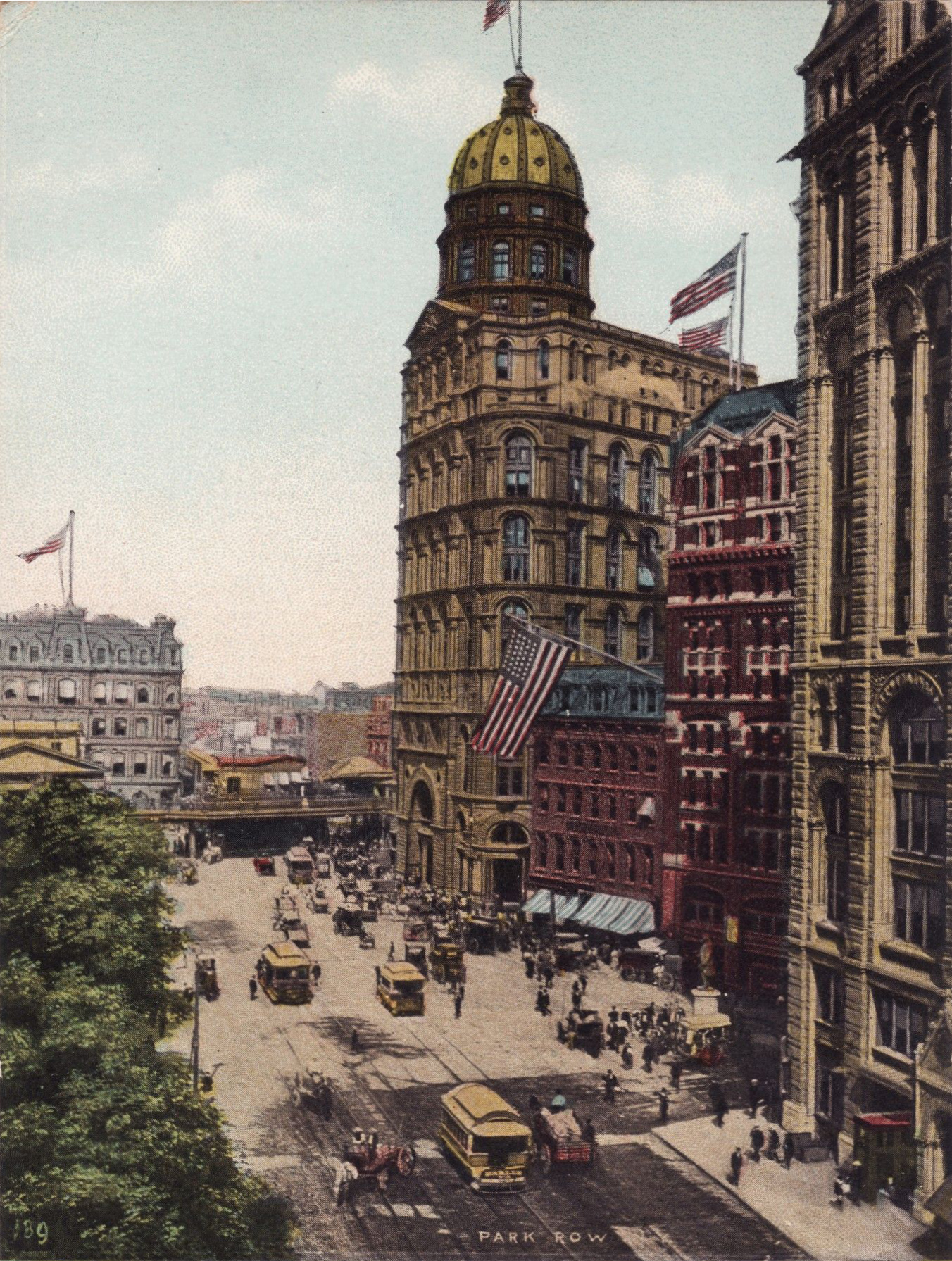

New York World Building foi um arranha-céu de Nova Iorque projetado por George Browne Post e inaugurado em 10 de dezembro de 1890, para ser a sede do jornal The New York World.
Foi demolido em 1955.
A construção foi iniciada em 10 de outubro de 1889.